# Каскелен
Каскелен (на казахски: Қаскелең, на руски: Каскелен) e град в Западен Казахстан, административен център на Карасайския район на Алматинска област. Градът е разположен в подножието на Заилийския Алатау, на 10 км западно от областния център Алмати.

## История
След изграждането на военното укрепление Верное руските власти решават да основат около него още няколко казашки села, за да укрепят присъствието си на източните граници на Руската империя. През 1857 г. на мястото на днешния град е създадена военна застава, която приютява 40 казаци. През 1860 г. разрастналото се селище е наречено станица Любавинская. През 1900 г. е построена църквата „Архангел Михаил“, а в 1902 г. селото е преименувано на станица Каскеленская. На 8 май 1887 г. районът е ударен от силно земетресение, при което са разрушени над 200 сгради. От 1918 г. селото е преименувано на Троицкое, а от 1929 г. насам носи настоящето си име. През 1963 г. Каскелен е обявен за град.